# Polle (Germania)
Polle è un comune mercato di 1.138 abitanti della Bassa Sassonia, in Germania.
Appartiene al circondario (Landkreis) di Holzminden (targa HOL) ed è parte della comunità amministrativa (Samtgemeinde) di Bodenwerder-Polle.